# Georgi Peev
Georgi Peev est un footballeur bulgare, né le 11 mars 1979 à Sofia en Bulgarie. Il mesure 1,78 m.
Georgi Peev évolue depuis 2007 au Amkar Perm, où il occupe le poste de milieu de terrain.

## Biographie

### En Club
Peev a commencé sa carrière dans sa ville natale de Sofia au Lokomotiv Sofia. Il fait ses débuts officiels avec son club natif dans un match contre le Litex Lovech, le 8 août 1998. Le 5 décembre 1998, il a marqué son premier but dans le football professionnel contre le Spartak Varna. Il a marqué le but à la 10e minute. 
Georgi Peev a été découvert à l'âge de 21 ans par le Dynamo Kiev grâce à Lobanovsky Valéry pour un montant 2,5 millions €. Il a également joué et pour le FC Dnipro Dnipropetrovsk. En 2007 Peev est parti vers la Russie et signé avec le Amkar Perm.

### International
Georgi Peev a fait partie de l'équipe de football bulgare, lors du Euro 2004 terminant dernier du Groupe C, après avoir terminé en tête du groupe 8 lors des éliminatoires de l'Euro 2004. Entre 1999 et 2007 Peev a joué 40 matchs pour la Bulgarie. Le 10 mai 2010, à la suite de ses performances solides avec son club, Peev a été rappelé à l'équipe nationale pour le match amical contre la Belgique. Le 27 mars 2011, Georgi Peev a annoncé sa retraite au niveau international.

## Carrière
| Saison                | Club                  | Championnat           | Championnat | Championnat | Coupe(s) nationale(s) | Coupe(s) nationale(s) | Compétition(s) continentale(s) | Compétition(s) continentale(s) | Compétition(s) continentale(s) | Bulgarie | Bulgarie | Total | Total |
| Saison                | Club                  | Division              | M.          | B.          | M.                    | B.                    | Comp.                          | M.                             | B.                             | M.       | B.       | M.    | B.    |
| 1997 - 1998           | Lokomotiv Sofia       | TBI A Football Group  | -           | -           | -                     | -                     | -                              | -                              | -                              | -        | -        | 0     | 0     |
| 1998 - 1999           | Lokomotiv Sofia       | TBI A Football Group  | -           | -           | -                     | -                     | -                              | -                              | -                              | -        | -        | 0     | 0     |
| 1999 - 2000           | Lokomotiv Sofia       | TBI A Football Group  | 4           | 0           | -                     | -                     | -                              | -                              | -                              | 6        | 0        | 10    | 0     |
| 2000 - déc. 2000      | Lokomotiv Sofia       | TBI A Football Group  | 9           | 4           | -                     | -                     | -                              | -                              | -                              | 4        | 0        | 13    | 4     |
| déc. 2000 - 2001      | Dynamo Kiev           | Premier-Liga          | -           | -           | -                     | -                     | -                              | -                              | -                              | 5        | 0        | 5     | 0     |
| 2001 - 2002           | Dynamo Kiev           | Premier-Liga          | -           | -           | -                     | -                     | C1                             | 4                              | 0                              | 6        | 0        | 10    | 0     |
| 2002 - 2003           | Dynamo Kiev           | Premier-Liga          | -           | -           | -                     | -                     | C1/C3                          | 10                             | 0                              | 8        | 0        | 18    | 0     |
| 2003 - 2004           | Dynamo Kiev           | Premier-Liga          | -           | -           | -                     | -                     | C1                             | 6                              | 0                              | 10       | 0        | 16    | 0     |
| 2004 - 2005           | Dynamo Kiev           | Premier-Liga          | 1           | 0           | -                     | -                     | C1/C3                          | 2                              | 0                              | -        | -        | 3     | 0     |
| 2005 - janv. 2006     | Dynamo Kiev           | Premier-Liga          | 1           | 0           | 1                     | 0                     | -                              | -                              | -                              | -        | -        | 2     | 0     |
| janv. 2006 - 2006     | Dnipro Dnipropetrovsk | Premier-Liga          | -           | -           | -                     | -                     | -                              | -                              | -                              | -        | -        | 0     | 0     |
| 2006 - janv. 2007     | Dynamo Kiev           | Premier-Liga          | -           | -           | -                     | -                     | -                              | -                              | -                              | 3        | 0        | 3     | 0     |
| 2007                  | Amkar Perm            | Premier-Liga          | 29          | 2           | -                     | -                     | -                              | -                              | -                              | 4        | 0        | 33    | 2     |
| 2008                  | Amkar Perm            | Premier-Liga          | 30          | 4           | 1                     | 0                     | -                              | -                              | -                              | -        | -        | 31    | 4     |
| 2009                  | Amkar Perm            | Premier-Liga          | 28          | 2           | 2                     | 1                     | C3                             | 2                              | 0                              | -        | -        | 32    | 3     |
| 2010                  | Amkar Perm            | Premier-Liga          | 23          | 4           | 1                     | 0                     | -                              | -                              | -                              | 6        | 0        | 30    | 4     |
| 2011 - 2012           | Amkar Perm            | Premier-Liga          | 38          | 4           | 2                     | 0                     | -                              | -                              | -                              | -        | -        | 40    | 4     |
| 2012 - 2013           | Amkar Perm            | Premier-Liga          | 24          | 5           | -                     | -                     | -                              | -                              | -                              | -        | -        | 24    | 5     |
| 2013 - 2014           | Amkar Perm            | Premier-Liga          | 27          | 12          | 1                     | 0                     | -                              | -                              | -                              | -        | -        | 28    | 12    |
| 2014 - 2015           | Amkar Perm            | Premier-Liga          | 14          | 5           | 1                     | 0                     | -                              | -                              | -                              | -        | -        | 15    | 5     |
| 2015 - 2016           | Amkar Perm            | Premier-Liga          | 20          | 3           | 3                     | 0                     | -                              | -                              | -                              | -        | -        | 23    | 3     |
| Total sur la carrière | Total sur la carrière | Total sur la carrière | 248         | 45          | 12                    | 1                     | -                              | 24                             | 0                              | 52       | 0        | 336   | 46    |

## Palmarès
Dynamo Kiev
- Champion d'Ukraine : 2001, 2003, 2004
- Vainqueur de la Coupe d'Ukraine : 2003, 2005
- Vainqueur de la Supercoupe d'Ukraine : 2004